# Gallium(III)-tellurid
Gallium(III)-tellurid ist eine anorganische chemische Verbindung des Galliums aus der Gruppe der Telluride und neben Gallium(II)-tellurid eines der bekannten Galliumtelluride.

## Gewinnung und Darstellung
Gallium(III)-tellurid kann durch Reaktion von Gallium mit Tellur gewonnen werden.
{\displaystyle \mathrm {2\ Ga+3\ Te\longrightarrow Ga_{2}Te_{3}} }
Ebenfalls möglich ist die Darstellung durch Reaktion von Gallium(III)-oxid oder Gallium(III)-hydroxid mit Tellurwasserstoff.
{\displaystyle \mathrm {Ga_{2}O_{3}+3\ H_{2}Te\longrightarrow Ga_{2}Te_{3}+3\ H_{2}O} }
{\displaystyle \mathrm {2\ Ga(OH)_{3}+3\ H_{2}Te\longrightarrow Ga_{2}Te_{3}+6\ H_{2}O} }

## Eigenschaften
Gallium(III)-tellurid ist ein schwarzer, harter und ziemlich spröder Feststoff mit einer Kristallstruktur vom Zinkblende-Typ (a = 590,6 pm) oder mit orthorhombischen Überstruktur (a = 417 pm, b = 2360 pm, c = 1252 pm).